# FK TSKタフリヤ・シンフェロポリ
FK TSKタフリヤ・シンフェロポリ（ロシア語: Футбольный клуб "ТСК-Таврия" Симферополь）は、クリミア半島のシンフェロポリをホームタウンとするサッカークラブである。

## 歴史
前身クラブは1958年に創設され、ウクライナ・プレミアリーグ初代優勝クラブでもあるタフリヤ・シンフェロポリ。
2014年、ロシアによるクリミアの併合後に創設され、ロシアのセカンドディビジョンに参加した
。しかし、ウクライナサッカー連盟の抗議を受け、欧州サッカー連盟はクリミアのクラブがロシアリーグに参加することを禁止した。2015年にクリミア・プレミアリーグが創立されると、TSKタフリヤの名称で参加し、初代優勝クラブに輝いた。

## 過去の成績
| シーズン | リーグ                                     | 順位 | 試 | 勝 | 分 | 敗 | 得 | 失 | 差  | 点 |
| -------- | ------------------------------------------ | ---- | -- | -- | -- | -- | -- | -- | --- | -- |
| 2014-15  | ロシア・セカンドディビジョン 南・グループ1 | -    | 18 | 9  | 3  | 6  | 23 | 16 | +7  | 30 |
| 2015-16  | クリミア・プレミアリーグ                   | 1位  | 28 | 21 | 5  | 2  | 53 | 19 | +34 | 68 |
| 2016-17  | クリミア・プレミアリーグ                   | 5位  | 28 | 13 | 4  | 11 | 41 | 45 | -4  | 43 |

出典

## 獲得タイトル
- クリミア・プレミアリーグ：1回
  - 2015-16